# 臥龍山荘

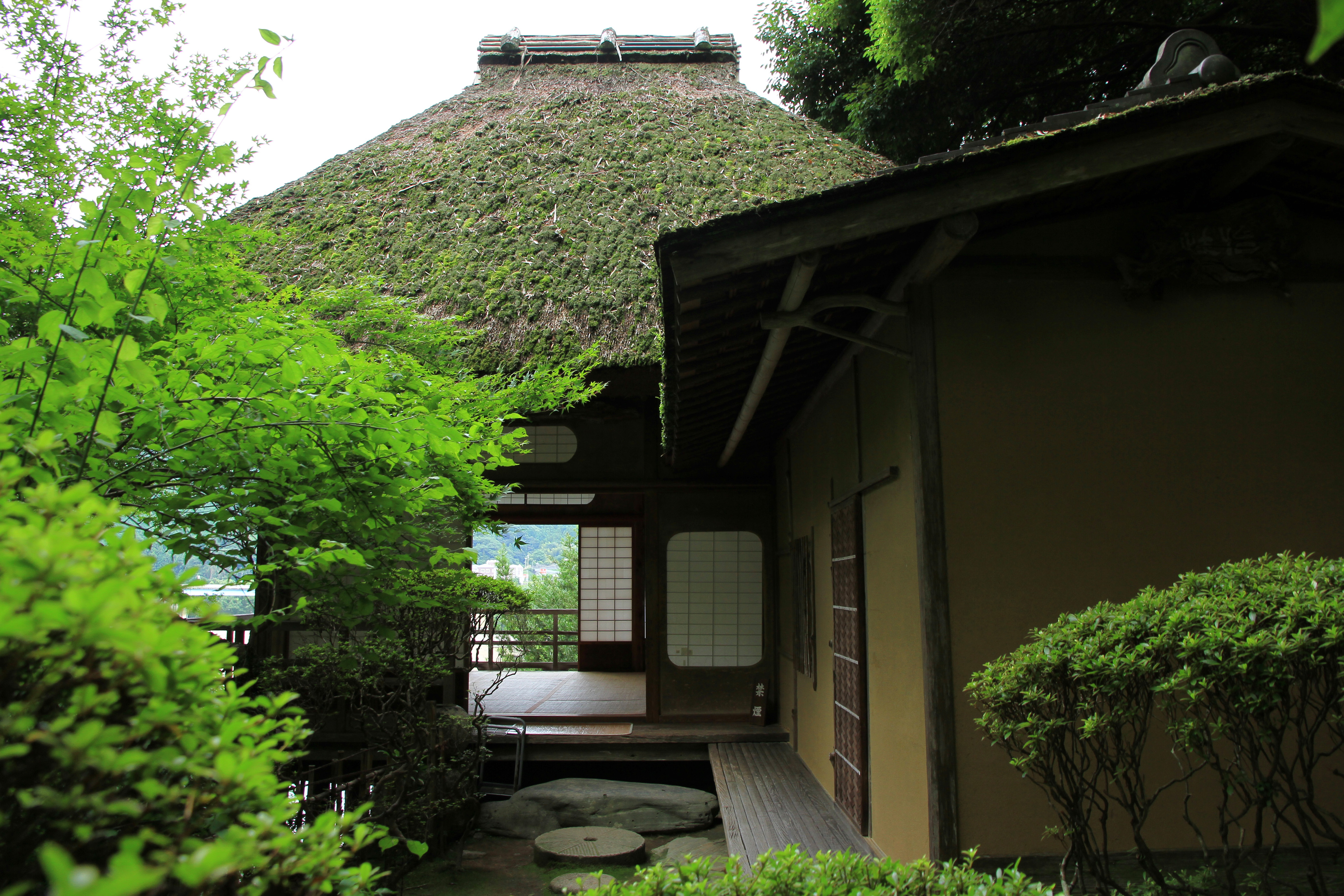
不老庵

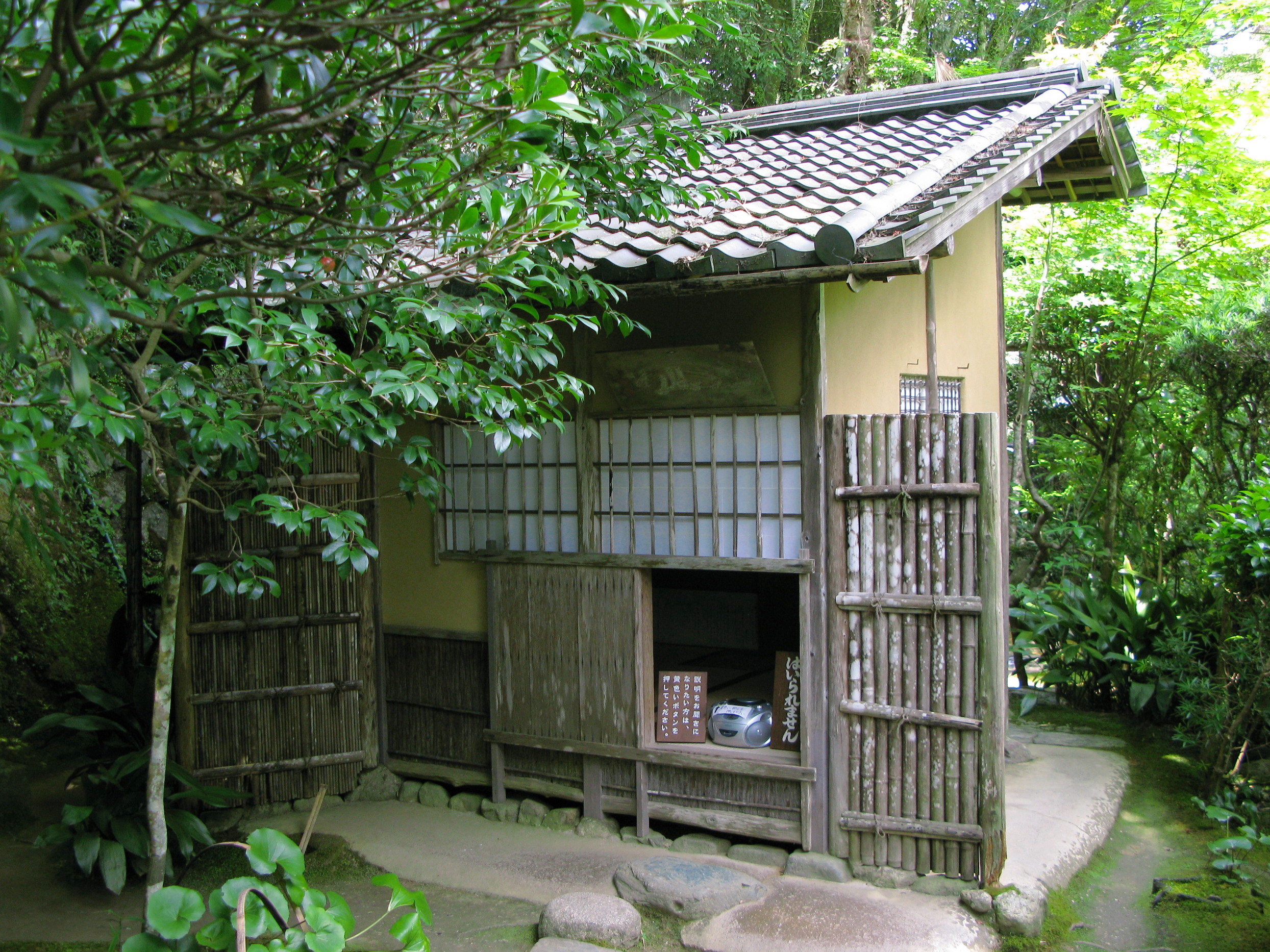
知止庵

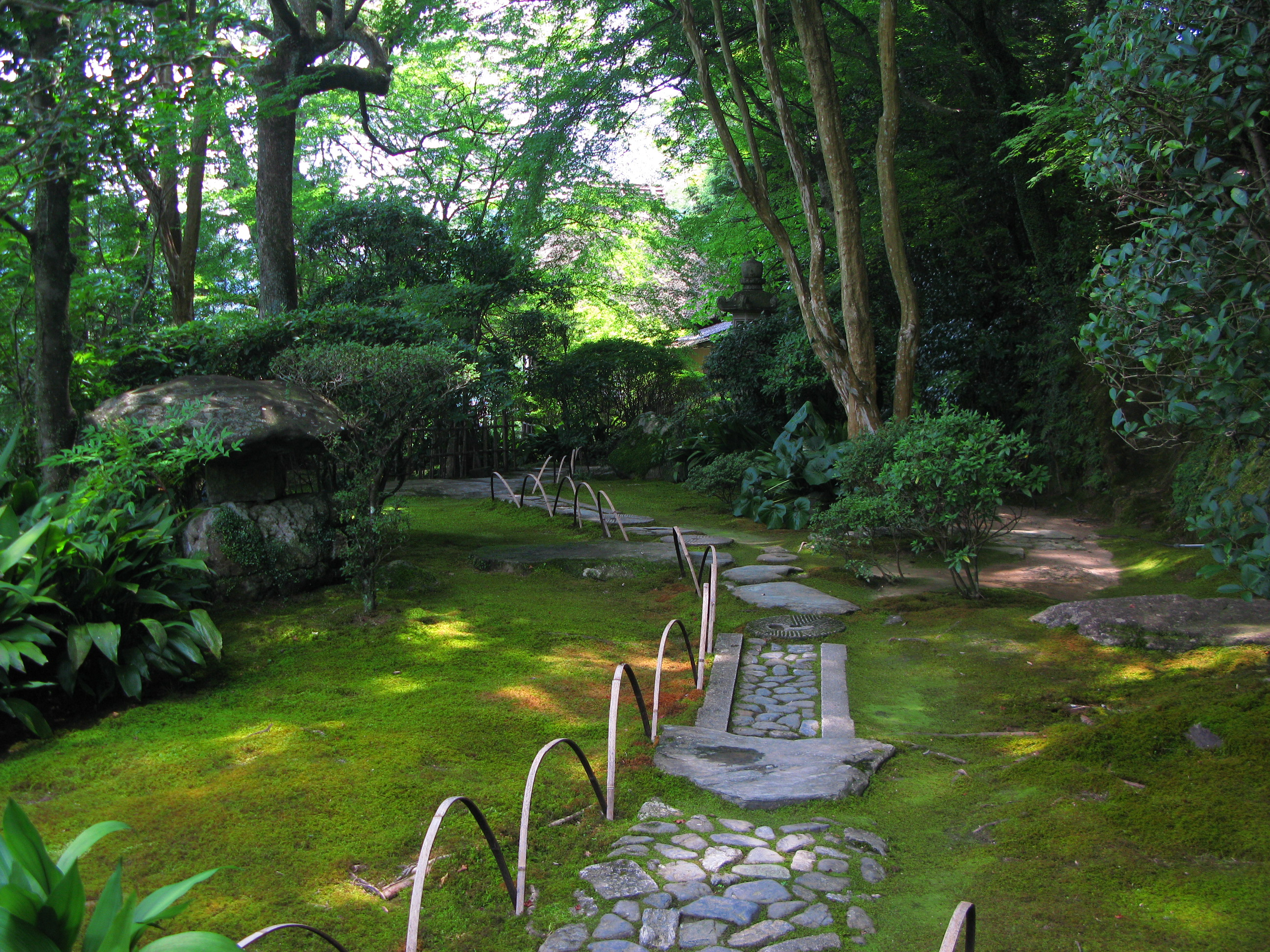
庭園

臥龍山荘（がりゅうさんそう）は愛媛県大洲市にある山荘である。庭園は国の名勝。

## 概要
1897年に木蝋の輸出で成功を収めた大洲出身の貿易商河内寅次郎が購入、相談役に京都の茶室建築家八木甚兵衛が相談役、建築担当は大洲藩作事方の家系を継ぐ大工棟梁中野虎雄らプロジェクトを行い、構想10年、施工4年、延べ9000人の人手を要し歳月をかけて建設し、明治40年（1907年）に完成をみた。
臥龍院（がりゅういん）、不老庵（ふろうあん）、知止庵（ちしあん）の建造物と借景庭園が広がり、冨士山（とみすやま）・肱川の光景を眺めることができる。昭和31年（1956年）に大洲市指定文化財に指定され、昭和60年（1985年）に愛媛県指定有形文化財に指定された。2016年度には、臥龍院、不老庵、文庫の3棟が国の重要文化財に指定された。
大洲藩主加藤泰恒が「蓬莱山が龍の臥す姿に似ている」という言葉が由来で、「臥龍」と名付けて誕生した。
2011年5月に「ミシュラン・グリーンガイド・ジャポン」が一つ星を獲得し注目を浴びている。
2018年（平成30年）屋形船で臥龍淵と不老庵を味わう光景は四国八十八景49番に選定されている。

## 建造物
母屋の臥龍院は数寄屋造りで、清吹の間（せいすいのま）は欄間の透かし彫りにより水の流れを表現し高い天井には屋久杉が使われ、壱是の間（いつしのま）は桂離宮様式が色濃く現れ、霞月の間（かげつのま）は縁に仙台松の一枚板が使用されるなど各所に創意工夫がなされている。1907年に完成。施工は京都の草木国太郎と中野虎雄。
知止庵は浴室であったものを昭和24年（1949年）に茶室に改装した。
不老庵は風光明媚な肱川の臥龍淵（がりゅうのふち）の崖の上に建てた数寄屋造りで、生きた槙の木が捨て柱として使用されている。棟梁中野虎雄により1901年に完成。
庭園の飛石には石臼、てまり石などがそのまま嵌め込まれ、槙、榎、楓などの樹木が茂り、苔類も珍種が見られるという。

## 現地情報

### アクセス
- JR四国予讃線伊予大洲駅から徒歩約20分

### 観覧
- 観覧時間： 9時～17時
- 休館日： 12月29日～31日
- 観覧料： 大人550円、小人220円（中学生以下）大洲城との共通観覧券大人880円、小人330円

保護者と同伴する5歳以下の幼児、市内に在住する高齢者手帳もしくは障害者手帳の所持者とその付添い1名は無料。
団体割引あり（20名以上）